# Port lotniczy Franceville
Port lotniczy Franceville (ICAO: FOON) – międzynarodowy port lotniczy położony w Franceville. Jest to trzeci co do wielkości port lotniczy Gabonu.

## Linie lotnicze i połączenia
| Linia Lotnicza                | Kierunek      |
| ----------------------------- | ------------- |
| AfriJet                       | 1. Libreville |
| Nationale Regionale Transport | 1. Libreville |